# Davis Cup 1951
In 1951 werd het toernooi om de Davis Cup  voor de 40e keer gehouden. De Davis Cup is het meest prestigieuze tennistoernooi voor landen dat sinds 1900 elk jaar wordt georganiseerd.
Australië won voor de 9e keer de Davis Cup door in de finale de Verenigde Staten met 3-2 te verslaan.
De deelnemers strijden in twee verschillende regionale zones tegen elkaar. De twee zonewinnaars spelen in het interzonaal toernooi tegen elkaar. De winnaar daarvan speelt tegen de regerend kampioen om de Davis Cup.

## Finale
Australië -  Verenigde Staten 3-2 (Sydney, Australië, 26-28 december)

## Interzonaal Toernooi
Verenigde Staten -  Zweden 5-0 (Melbourne, Australië, 13-15 december)

## België
België speelt in de Europese zone.
| datum      | tegenstander   | uitslag | locatie | groep   | ronde       | winst/verlies |
| ---------- | -------------- | ------- | ------- | ------- | ----------- | ------------- |
| 17-06-1951 | West-Duitsland | 2-3     | uit     | EUR udt | kwartfinale | v             |
| 21-05-1951 | Egypte         | 4-1     | thuis   | EUR udt | 2e ronde    | w             |

België bereikte de kwartfinale van de Europese zone.

## Nederland
Nederland speelt in de Europese zone.
| datum      | tegenstander | uitslag | locatie | groep   | ronde       | winst/verlies |
| ---------- | ------------ | ------- | ------- | ------- | ----------- | ------------- |
| 17-06-1951 | Filipijnen   | 1-4     | thuis   | EUR udt | kwartfinale | v             |
| 13-05-1951 | Ierland      | 3-2     | thuis   | EUR udt | 2e ronde    | w             |
| 05-05-1951 | Monaco       | 4-1     | thuis   | EUR udt | 1e ronde    | w             |

Nederland bereikte de kwartfinale van de Europese zone.
| niveau 1 | niveau 2 | niveau 3 | niveau 4 | niveau 5 |

Algemeen · Opzet · Finales · Winnaars 
 België ·  Nederland ·  Aruba ·  Nederlandse Antillen 

1900 · 1901 · 1902 · 1903 · 1904 · 1905 · 1906 · 1907 · 1908 · 1909 · 1910 · 1911 · 1912 · 1913 · 1914 · 1915 · 1916 · 1917 · 1918 · 1919 · 1920 · 1921 · 1922 · 1923 · 1924 · 1925 · 1926 · 1927 · 1928 · 1929 · 1930 · 1931 · 1932 · 1933 · 1934 · 1935 · 1936 · 1937 · 1938 · 1939 · 1940 · 1941 · 1942 · 1943 · 1944 · 1945 · 1946 · 1947 · 1948 · 1949 · 1950 · 1951 · 1952 · 1953 · 1954 · 1955 · 1956 · 1957 · 1958 · 1959 · 1960 · 1961 · 1962 · 1963 · 1964 · 1965 · 1966 · 1967 · 1968 · 1969 · 1970 · 1971 · 1972 · 1973 · 1974 · 1975 · 1976 · 1977 · 1978 · 1979 · 1980 · 1981 · 1982 · 1983 · 1984 · 1985 · 1986 · 1987 · 1988 · 1989 · 1990 · 1991 · 1992 · 1993 · 1994 · 1995 · 1996 · 1997 · 1998 · 1999 · 2000 · 2001 · 2002 · 2003 · 2004 · 2005 · 2006 · 2007 · 2008 · 2009 · 2010 · 2011 · 2012 · 2013 · 2014 · 2015 · 2016 · 2017 · 2018 · 2019 · 2020-2021 · 2022 · 2023 · 2024 · 2025